# Flamidià del Conflent
Flamidià del Conflent o de Cuixà, o Flemidià, fou un màrtir, venerat com a sant en el monestir de Cuixà. Probablement, es tracta d'un sant llegendari.

## Hagiografia
El nom apareix en fonts antigues vinculades al monestir de Sant Miquel de Cuixà, com el santoral de l'evangeliari de Cuixà, avui a la Biblioteca Municipal de Perpinyà, ms. 2: hi apareix Flamidià amb festivitat pròpia, com altres sants de Cuixà (Germà, Nazari i Valentí), el dia 5 de gener. No hi ha constància prèvia i no n'hi ha cap notícia en altres fonts. El seu cos descansava a Cuixà, on tenia altar en un dels absis de la capçalera. L'abat Oliba el va fer traslladar, amb d'altres, a la cripta del Pessebre, als peus de la imatge de la Mare de Déu, on se'l venerava amb un culte local, estès a la diòcesi d'Elna.
Joan Amades, sense citar-ne la font, diu que va morir màrtir sota el fictici govern de Dacià, a començament del segle iv. Domènec només diu que Flamidià era màrtir i que morí un 25 de desembre, i que el seu cos fou portat al monestir per ésser-hi venerat, la qual cosa indicaria que no hi havia estat monjo. Podria tractar-se d'un cos sant portat de Roma o corresponent a algun màrtir desconegut, que es traslladà al monestir i donà lloc a altres tradicions.
Figura a l'Acta sanctorum, però no als martirologis oficials de l'Església Catòlica Romana.

## Tradició de Flemidià monjo
Posteriorment, probablement per explicar la presència de les restes al monestir, s'elaborà una llegenda diferent. Amades diu que Flemidià era natural del Conflent i monjo de Cuixà, on era bosser i almoiner. Miraculosament, tot i la gran quantitat d'almoines que feia als necessitats, el gra i els diners que administrava mai no s'esgotaven. Davant la sorpresa de l'abat, Flemidià li explicà que donava als pobres una quantitat set vegades superior al que tenia el monestir, però com més donava, més gra i diners hi havia com a recompensa per la caritat feta. Aquest miracle donà a entendre als monjos que Flamidià era sant.
Es venerava el 5 de gener. Al retaule de la parròquia de Rigardà (Conflent), hi ha les talles dels quatre sants de Cuixà: Germà, Nazari, Flamidià i Valentí.